# 48638 Třebíč
48638 Třebíč este un asteroid din centura principală de asteroizi.

## Descriere
48638 Třebíč este un asteroid din centura principală de asteroizi. A fost descoperit pe 3 octombrie 1995 la Observatorul Kleť de Miloš Tichý. Asteroidul prezintă o orbită caracterizată de o semiaxă mare de 2,35 ua, o excentricitate de 0,18 și o înclinație de 4,8° în raport cu ecliptica.